# Schombocattleya
Schombocattleya là một chi thực vật có hoa trong họ Lan.